# The Death of Dick Long
The Death of Dick Long ist eine Kriminalkomödie von Daniel Scheinert, die am 26. Januar 2019 im Rahmen des Sundance Film Festivals ihre Premiere feierte.

## Handlung
Dick ist letzte Nacht gestorben, und Zeke und Earl wollen nicht, dass jemand herausfindet, wie. Das Problem ist nur, dass sich in ihrer Kleinstadt in Alabama Nachrichten schnell verbreiten.

## Produktion
Regie führte Daniel Scheinert, das Drehbuch schrieb Billy Chew.
Die Dreharbeiten fanden in Alabama statt. Als Kamerafrau fungierte Ashley Connor.
Die Filmmusik wurde von Andy Hull und Robert McDowell komponiert, beide Mitglieder der US-amerikanischen Indie-Rock-Band Manchester Orchestra. Sie hatten bereits die Musik für Scheinerts Film Swiss Army Man komponiert.
Die Premiere erfolgte am 26. Januar 2019 im Rahmen des Sundance Film Festivals. Seine Europapremiere feierte der Film im Mai 2019 beim Sundance Film Festival London. Im September 2019 soll er beim Fantastic Fest in Austin vorgestellt werden.

## Rezeption

### Altersfreigabe und Kritiken
In den USA erhielt der Film von der MPAA ein R-Rating, was einer Freigabe ab 17 Jahren entspricht.
Der Film konnte 74 Prozent der Kritiker bei Rotten Tomatoes überzeugen.

### Auszeichnungen
Sundance Film Festival 2019
- Nominierung für den NEXT Innovator Award (Daniel Scheinert)